# The Day the Earth Stood Cool
The Day the Earth Stood Cool, titulado El Día que la Tierra fue Cool en Hispanoamérica y El día en que Springfield se enrolló en España, es el séptimo episodio de la vigesimocuarta temporada de la serie animada Los Simpson. Se emitió el 9 de diciembre de 2012 en Estados Unidos por FOX.

## Sinopsis
Todo comienza cuando Homer se molesta con alguien porque lo creía abuelo de Bart y se preocupa de que ya no sea cool. A continuación Homer va a la planta nuclear y ve a sus compañeros comiendo rosquillas Devil Donuts , las cuales son muy deliciosas, pero estas se acaban antes de que Homer pueda probar una, por lo que pide información al hombre que sabía quien se las vendió. Este le dice que se las vendió un vendedor ambulante y Homer le pide ayuda a la policía para encontrar al vendedor. Este finalmente encuentra, un cocinero fresco de rosquillas de Portland llamado Terrence, que busca un nuevo lugar en donde él y su familia puedan vivir. Homer le recomienda comprar la casa en venta que está al lado de la suya.
Los Simpson cumplen con la esposa de Terrence Emily, su armadillo mascota Chuy, su hijo T-Rex y su bebé Pana, y obtienen a su nueva exposición a su forma de vida. Mientras Homer y Lisa se llevan de inmediato con la familia, Bart está irritado por la actitud negativa de T-Rex y Marge se siente incómoda en su presencia, y sobre todo por la lactancia materna pública de Emily. A pesar de esto Marge apoya a Homer a adaptarse a su nuevo estilo de vida, y le permite combinar su patio con el de los nuevos vecinos en "mono-patio". Homer lleva a Bart y Lisa con Terrance y T-Rex a ver lucha libre mexicana, Roller derby, películas de gánsteres coreanos y exposiciones de arte moderno, a pesar de que crece preocupado de que los niños sean cada vez más pretenciosos. Los Simpson son invitados a la fiesta de cumpleaños de T-Rex, en donde Marge se hace enemiga de Emily y de sus compañeras al negarse a darle el pecho a Maggie. Mientras tanto, T-Rex se burla de Homer por su regalo y lo llama pretencioso, lo que enfurece a Bart y se pelean, haciendo que la amistad entre las dos familias se rompa.
Homer y Marge presionan a Terrence y Emily para salir de la ciudad pero hacen venir a los ciudadanos de Portland a Springfield lo que hace que su estilo de vida se apoderara de la ciudad. Mientras tanto, Bart se disculpa con T-Rex y lo invita a ver televisión lo que esto hace que el abandone su tarea de mover la composta lo cual causa un incendio y el fuego comienza a extenderse. Mientras tanto, Homer y Marge tratan de disculparse con Terrance y Emily pero cuando notan lo del incendio trabajan juntos para apagarlo y después se perdonan.
Luego Lisa les avisa que The New York Times nombró a Springfield la ciudad más genial del país. Sin embargo, Terrence les informa que significaba que Springfield ya no era de moda. Todos los de Portland, incluyendo a Terrence y Emily, se van de la ciudad. Lisa queda triste ya que es la única que los entendía. El episodio termina con documental informativo del Sr.Burns sobre la historia de la energía nuclear.